# Pingwin maskowy
Pingwin maskowy, pingwin antarktyczny (Pygoscelis antarcticus) – gatunek dużego ptaka z rodziny pingwinów (Spheniscidae), zamieszkujący wybrzeża i wyspy Antarktyki oraz niektóre wyspy subantarktyczne. Nie jest zagrożony.
WyglądMa charakterystyczny wzór na głowie przypominający maskę lub policyjną czapkę (stąd potoczna nazwa policjant). Wierzch ciała czarny, spód głowy i przód biały z wąskim paskiem (od niego pochodzi angielska nazwa P. antarcticus – chinstrap, „pasek na brodzie”). Nieopierzony, krótki dziób, ogon o długich, wąskich, sztywnych piórach (ułatwiających pływanie).
Rozmiarydługość ciała: około 75 cm
masa ciała: około 5,5 kg
Zasięg i środowiskoOkołobiegunowy, pospolity ptak lęgowy na Półwyspie Antarktycznym i przybrzeżnych wyspach Antarktydy, na Szetlandach Południowych, Sandwichu Południowym i Orkadach Południowych; niewielkie populacje lęgowe także na Georgii Południowej, Wyspach Bouveta, Wyspach Balleny’ego i Wyspie Piotra I; czasami spotykany jest dalej na północ. Nie wyróżnia się podgatunków.
PożywienieŻywi się niemal wyłącznie krylem antarktycznym, choć niekiedy zjada też inne gatunki skorupiaków i ryby. W poszukiwaniu pożywienia potrafi nurkować na głębokość do 70 m, choć zazwyczaj poniżej 45 m.
StatusMiędzynarodowa Unia Ochrony Przyrody (IUCN) uznaje pingwina maskowego za gatunek najmniejszej troski (LC – Least Concern). Liczebność światowej populacji w 1999 roku szacowano na około 4 miliony par lęgowych. Globalny trend liczebności uznawany jest za spadkowy. Za główne zagrożenie dla gatunku uważa się zmiany klimatyczne, które wpływają na liczebność i rozmieszczenie kryla, a tym samym na sukces reprodukcyjny pingwinów maskowych.